# Hippothoé

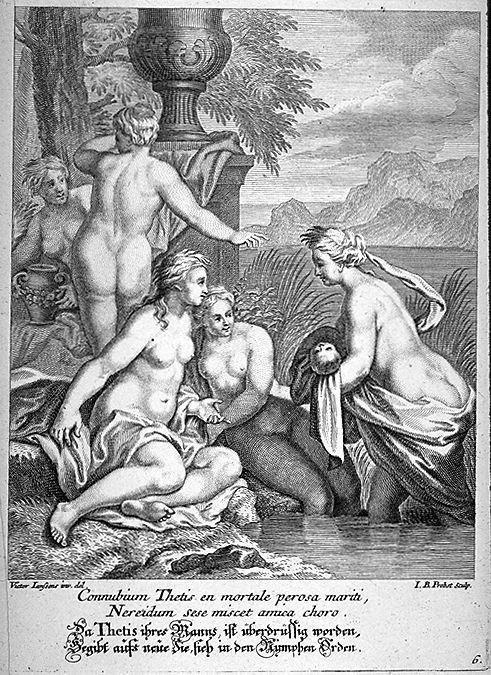

Dans la mythologie grecque, Hippothoé ou Hippothée (en grec ancien Ἱπποθόη / Hippothóê) est une Néréide, fille de Nérée et de Doris, citée par Apollodore et Hésiode dans leurs listes de Néréides.

## Étymologie
Son nom signifie "chevaux rapides", une métaphore pour les vagues rapides dont elle est la déesse.

## Description
Peu de détails sont donnés sur Hippothoé. Elle est toutefois décrite comme l'aimable Hippothoé par Hésiode et apparait calme et imperturbable au milieu des combats dans la description qu'en fait Nonnos.

## Famille
Ses parents sont le dieu marin primitif Nérée, surnommé le vieillard de la mer, et l'océanide Doris. Elle est l'une de leur multiples filles, les Néréides, généralement au nombre de cinquante, et a un unique frère, Néritès. Pontos (le Flot) et Gaïa (la Terre) sont ses grands-parents paternels, Océan et Téthys ses grands-parents maternels.

## Mythes
D'après Nonnos, dans l'oeuvre duquel Amphitrite n'apparait pas comme l'épouse de Poséidon, elle fait partie des divinités marines à combattre aux coté de Poséidon lors de la naumachie qu'il lance contre Dionysos pour l'obtention de la belle Béroé, fille d'Aphrodite, dont les deux dieux se disputaient la main : 
L’antique Nérée s’arma d’une lance aquatique et mena son régiment de filles [les Néréides] dans la lutte euienne… Les tribus des Néréides jettent toutes ensemble pour leur père le hurlement du combat : déchaussées, à moitié cachées dans l’eau salée, la compagnie se précipite, furieuse, au combat sur la mer. (...) Un thon porte, imperturbable sur son dos poissonneux, [La Néréide] Hippothée qu’il élève au dessus des ondes. (...) Les Néréides menaient leurs poissons comme des chevaux rapides vers le but aquatique de leur combat.

## Évocation moderne

### Littérature
- Hippothoé est citée parmi d'autres Néréides par le poète symboliste Jean Moréas (1856-1910) dans un de ces poèmes.